# Hail Victory
Hail Victory è il nono e ultimo album del gruppo white power rock inglese Skrewdriver, pubblicato nel 1994.
Era l'ultimo progetto su cui Ian Stuart stava lavorando prima della sua morte. L'album non era stato completato e la polizia cercò di confiscare il disco prima della sua uscita.
Il titolo dell'album e del brano sono una traduzione in inglese della frase tedesca Sieg heil, comunemente associata con il Nazionalsocialismo e il Partito Nazista.

## Tracce
Testi e musiche di Stuart.
1. Hail Victory
2. Vampire
3. White Noise
4. House of Treason
5. Mother Europe
6. Old Albion
7. European Battle Song
8. We March to Glory
9. Renegade
10. Fools No More
11. Time to Die
12. Night Trains

## Formazione
- Ian Stuart - voce
- Stigger - chitarra
- Jon Hickson - basso
- Mushy - batteria